# Le Grand Voyage (Dalida)
Le Grand Voyage è un album video postumo della cantante italo-francese Dalida, pubblicato il 27 aprile 1997 da PolyGram Video.
In questo film documentario, per mezzo di una voce narrante esterna, viene ripercorsa l'intera carriera di Dalida: dai suoi esordi cinematografici al Cairo, sino agli ultimi istanti della sua vita (sono stati inseriti anche alcuni momenti del suo funerale, avvenuto il 7 maggio 1987).
La narrazione è impreziosita da registrazioni video rare, interviste, spezzoni di apparizioni televisive e da moltissimi brani che la cantante ha interpretato durante la sua carriera artistica, oltre che alcuni pezzi appartenenti ad altri cantanti. Alcune di queste canzoni sono degli inediti poiché, prima d'ora, non erano mai state pubblicate.
Il VHS ha una durata di circa due ore e cinque minuti.

## Tracce
1. Je suis malade (versione live all'Olympia 81)
2. Sigara wa kass (INEDITO, tratto dall'omonimo film - a.k.a. Desiderio di un'ora)
3. Gloria Lasso – Muchas gracias
4. Madona
5. Buenas noches mi amor
6. Bambino
7. Gondolier
8. Histoire d'un amour
9. Come prima
10. Aïe mon cœur
11. Ce serait dommage
12. Les gitans
13. Milord
14. Love in Portofino
15. T'aimer follement
16. Les enfants du Pirée
17. Itsi bitsi petit bikini
18. Gosse de Paris (INEDITO)
19. Le bonheur vient de me dire bonjour
20. Plus loin que la Terre
21. Richard Anthony – Nouvelle vague
22. Sylvie Vartan – Il revient
23. La leçon de twist
24. Le jour le plus long
25. La danse de Zorba
26. Et... et...
27. Pensiamoci ogni sera
28. Luigi Tenco – Vedrai vedrai
29. Mama
30. Ciao amore, ciao
31. Les grilles de ma maison
32. Ton âme
33. Léo Férré – Avec le temps
34. Avec le temps
35. Chanter les voix
36. Ils ont changé ma chanson
37. Et tous ces regards
38. Il venait d'avoir 18 ans
39. Gigi l'amoroso
40. O sole mio
41. Amore scusami
42. Alabama song
43. The Lambeth Walk (versione in inglese)
44. Tico tico
45. Il faut danser reggae
46. Money, money
47. Gigi in Paradisco
48. La star déchue (sketch)
49. Bravo